# 사소 가즈아키
사소 가즈아키(일본어: 佐相 壱明, 1999년 6월 16일~)는 일본의 축구 선수이다.

## 구단 경력
그는 2018년 J2리그의 오미야 아르디자에 입단했다. 2020년 J3리그의 AC 나가노 파르세이루로 임대 이적했다. 2021년 오미야 아르디자로 복귀했다. 2022년 J3리그의 SC 사가미하라로 이적했다. 2023년까지 45경기에 출전하여, 1득점을 넣었다. 2024년 마쓰모토 야마가 FC로 이적했다.